# Orval Faubus

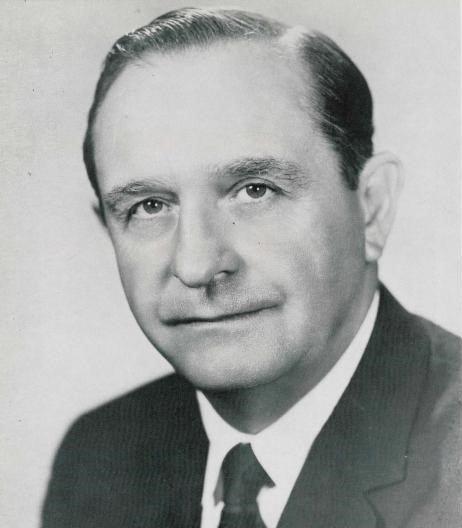
Orval Faubus.

Orval Eugene Faubus, född 7 januari 1910 i Madison County, Arkansas, död 14 december 1994 i Conway, Arkansas, var en amerikansk politiker (demokrat). Han var den 36:e guvernören i delstaten Arkansas 1955–1967.

## Biografi
Faubus deltog i andra världskriget i USA:s armé och befordrades till major. Han utmanade ämbetsinnehavaren Francis Cherry i demokraternas primärval inför 1954 års guvernörsval i Arkansas. Cherry påpekade att Faubus hade studerat vid Commonwealth College, en tidigare högskola i Arkansas och att många av studenterna där hade varit kommunister. Faubus försvarade sig med att han hade avbrutit sina studier genast när han hade insett kommunisternas inflytande. Faubus påpekande att han bara hade studerat där i några veckor stämde i verkligheten inte, eftersom han hade stannat kvar vid högskolan i över ett år. Faubus vann primärvalet och besegrade sedan republikanen Pratt C. Remmel i själva guvernörsvalet.
Faubus är känd för att 1957 ha trotsat ett domslut av USA:s högsta domstol genom att skicka nationalgardet för att förhindra nio afroamerikanska elever, de s.k. Little Rock Nine, från att studera vid Little Rock Central High School. Extremhögerpartiet National States' Rights Party nominerade demokraten Faubus som deras kandidat i presidentvalet i USA 1960. Faubus förde ingen aktiv kampanj och fick blott 0,07 % av rösterna. På äldre dagar ändrade Faubus sina åsikter i rasfrågan, och stödde Jesse Jackson i demokraternas primärval inför presidentvalet i USA 1984.
Faubus blev internationellt känd för sitt försvar av rassegregeringen i USA. Jazzmusikern Charles Mingus komponerade 1959 låten "Fables of Faubus" i protest mot Faubus ståndpunkt i frågan. Faubus vann sex tvååriga mandatperioder som guvernör. Om han i de fyra första valen profilerade sig som rasist, framträdde han redan 1962 mera moderata åsikter. Faubus nya åsikter i rasfrågan hjälpte honom vinna 1964 över 80 procent av de svarta rösterna i Arkansas, även om han fortfarande fördömdes av de svarta politiska ledarna.
Efter sin tid som guvernör försökte Faubus tre gånger att komma tillbaka till makten i Arkansas. Han förlorade 1970 primärvalet mot Dale Bumpers, 1974 mot David Pryor och 1986 mot Bill Clinton. Faubus grav finns på Combs Cemetery i Combs, Arkansas.